# SOS 조난사건
SOS 조난사건(SOS遭難事件 에스오에스소우난지켄[*])은 1989년 7월 24일 다이세쓰 산에서 확인된 조난 사건이다. 현재까지 미제로 남아 있다.
1989년 7월 24일 오후, 다이세쓰 산에서 구로다케 산으로 가다가 행방불명된 등산객을 수색하고 있던 홋카이도 경찰의 헬리콥터가 등산 루트에서 벗어난 주베쓰 강 원류부에서 쓰러진 나무를 쌓아서 만든 SOS 문자를 발견했다. 애당초 수색 중이었던 등산객은 거기서 북쪽으로 2, 3 킬로미터 떨어진 곳에서 무사히 구조되었지만 SOS 문자는 아는 바가 없다고 했다. 다른 조난자가 있을 것이라고 판단한 홋카이도 경찰은 다음날 다시 헬기를파견해 조사를 진행했다. 그 결과 동물에게 물린 자국이 있는 인골 파편과 SOS라고 외치는 젊은 남자의 목소리가 녹음된 카세트 테이프 레코더를 찾아냈다. 실종자 명단이나 유류품을 살펴본 결과 1984년경에 조난된 남성이라고 특정되었지만 인골은 여성의 것으로 판정되어 혼란을 일으켰다.